# Magdalena Łobodzińska
Magdalena Łobodzińska (ur. 13 marca 1971) – dziennikarka, redaktor literacki; rzecznik prasowy oraz kierownik działu Centrum Informacji Telewizji Polskiej (od 6 czerwca 2016); absolwentka Wydziału Radia i Telewizji Uniwersytetu Śląskiego.
Karierę w branży medialnej rozpoczęła w 1996 roku w magazynie Machina, zaś pracę dziennikarską w dzienniku Życie, gdzie pełniła funkcję asystentki szefa działu krajowego, a następnie odpowiadała w dziale gospodarczym za teksty poświęcone mediom i reklamie. W latach 2004–2012 pełniła funkcję sekretarza redakcji magazynu Playboy; pisała także teksty związane ze sztuką, wzornictwem oraz filmem, które ukazywały się w tym czasopiśmie.
Jako redaktor literacki współpracuje z wydawnictwami Sic!, The Facto, Pascal oraz z Teologią Polityczną. Jej debiutem w tym zawodzie była adiustacja stylistyczna rękopisu książki Warszawa Fantastyczna autorstwa Pawła Dunin-Wąsowicza, która w 2011 roku była nominowana do Nagrody Literackiej m.st. Warszawy.